# Église Saint-Thomas (Jersey)

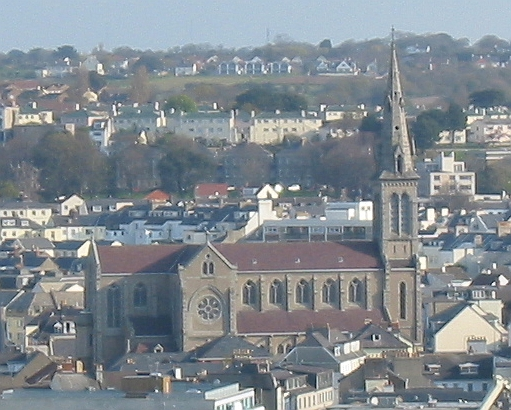
L'église Saint-Thomas dominant la ville de Saint-Hélier.

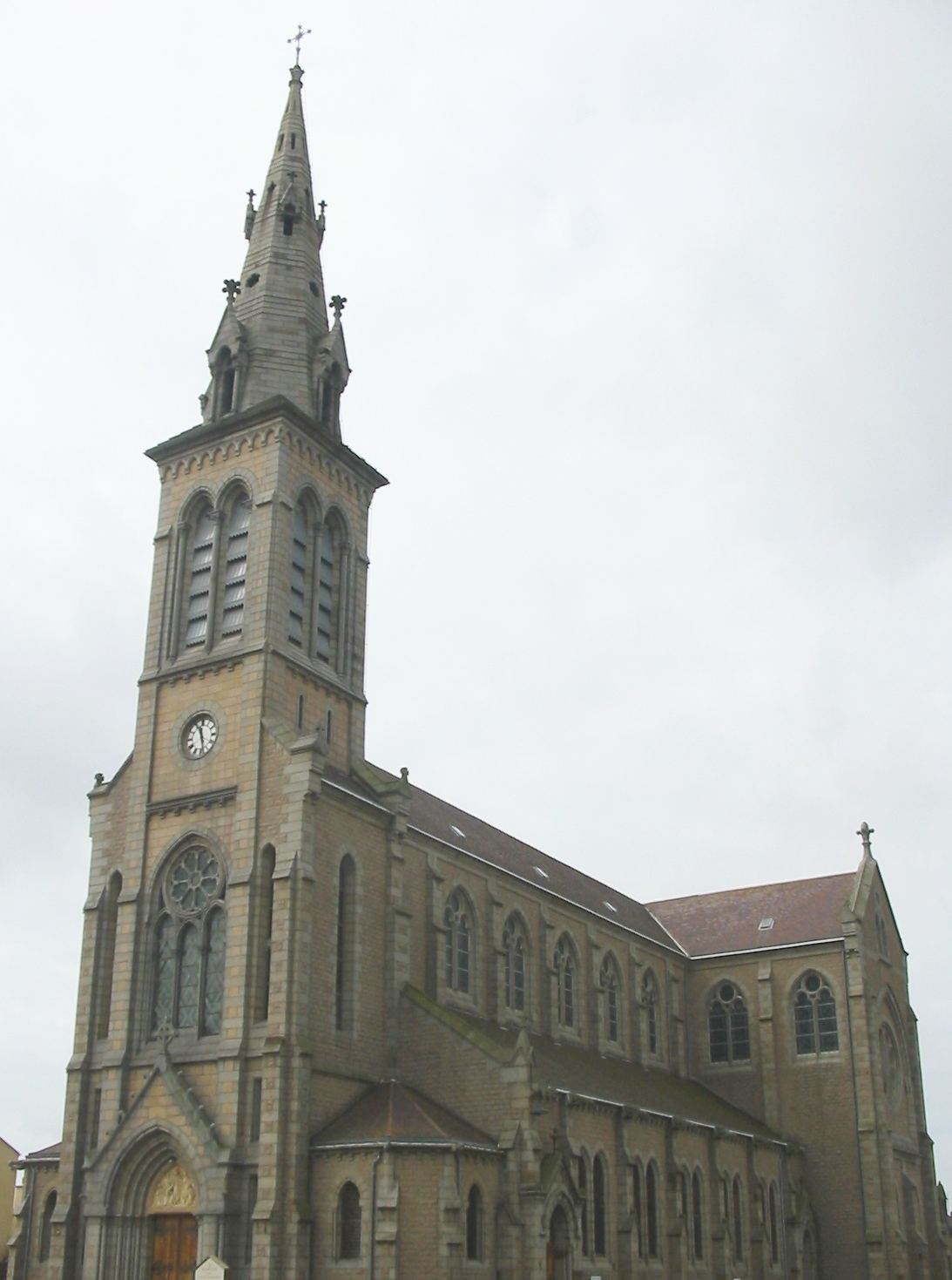
Vue générale de l'église Saint-Thomas.

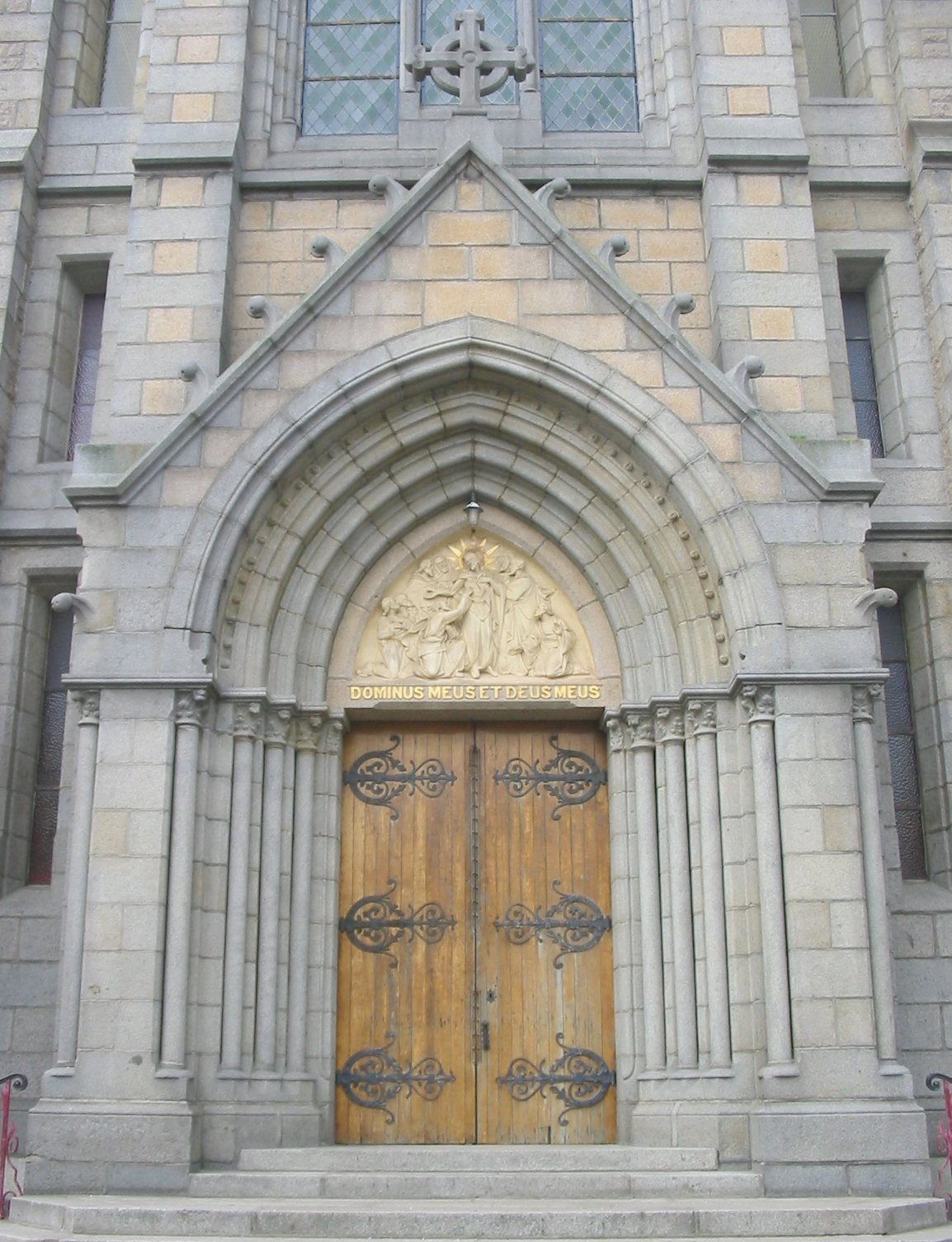
Porche principal de l'église.

L'église Saint-Thomas (en jersiais : Églyise dé Saint Thonmas, en anglais : St Thomas Church) est un édifice religieux situé dans la capitale Saint-Hélier de l'île Anglo-Normande de Jersey. 

## Présentation
L'église Saint-Thomas est la plus grande église de l'île de Jersey. La construction débuta en 1883, ouvrit ses portes en 1887 et consacrée en 1893. L'architecte était Alfred Frangeul et le sculpteur Bedane. C'est l'homme d'église, originaire de Jersey, Mathieu de Gruchy, qui fit beaucoup pour rétablir la foi catholique dans son île natale. Plus tard, il fut envoyé en France, mais fut arrêté et exécuté à Nantes par le gouvernement révolutionnaire. Il est considéré comme un martyr. Dans la  "chapelle française" à l'intérieur de l'église Saint Thomas, il y a une plaque à sa mémoire. Elle se trouve à côté d'une autre plaque à la mémoire de François Scornet, un jeune Français qui a été exécuté par les Allemands à Jersey en 1941.
La première église permanente pour les catholiques de Jersey fut une chapelle protestante convertie en 1842 et dédiée à Saint Thomas. L'église a été servi par divers prêtres diocésains français et belges jusqu'en 1880, date à laquelle l'évêque a remis la mission à la congrégation des Oblats de Marie-Immaculée. Aussitôt un appel fut lancé par le père Donat Michaux pour la construction d'une nouvelle église située à Val Plaisant et qui ouvrit ses offices en 1885 après la consécration de l'édifice religieux. Donat Michaux est considéré par les paroissiens comme le fondateur de cette nouvelle église. Les paroissiens francophones étaient fiers de cette église, la plus grande des îles Anglo-Normandes, qu'ils appelaient "La Cathédrale". L'église Saint Thomas est maintenant une église faisant partie du diocèse de Portsmouth et est desservie par le clergé diocésain.
De 1880 jusqu'en 1999, l'église a été servie fidèlement par les missionnaires français des Oblats de Marie Immaculée. L'église Saint-Thomas a adopté la nouvelle liturgie en 1984 et adaptée aux fidèles en 2006/2007 sous la direction de Mgr Nicolas France, doyen de Jersey. Les offices sont dispensés en différentes langues : anglais, français, polonais et portugais, correspondant aux langues des paroissiens.

## Galerie de photographies de l'église Saint-Thomas

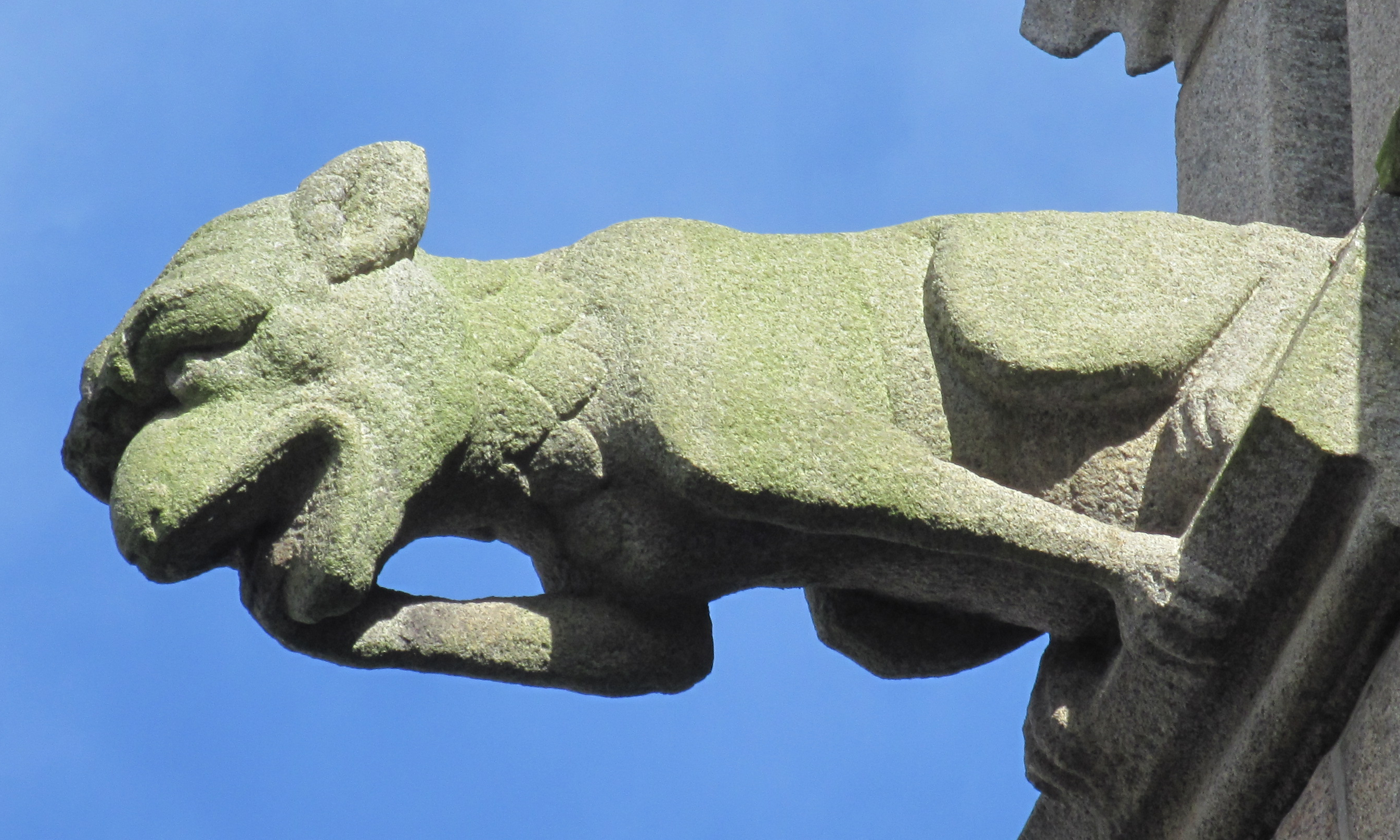
Gargouille
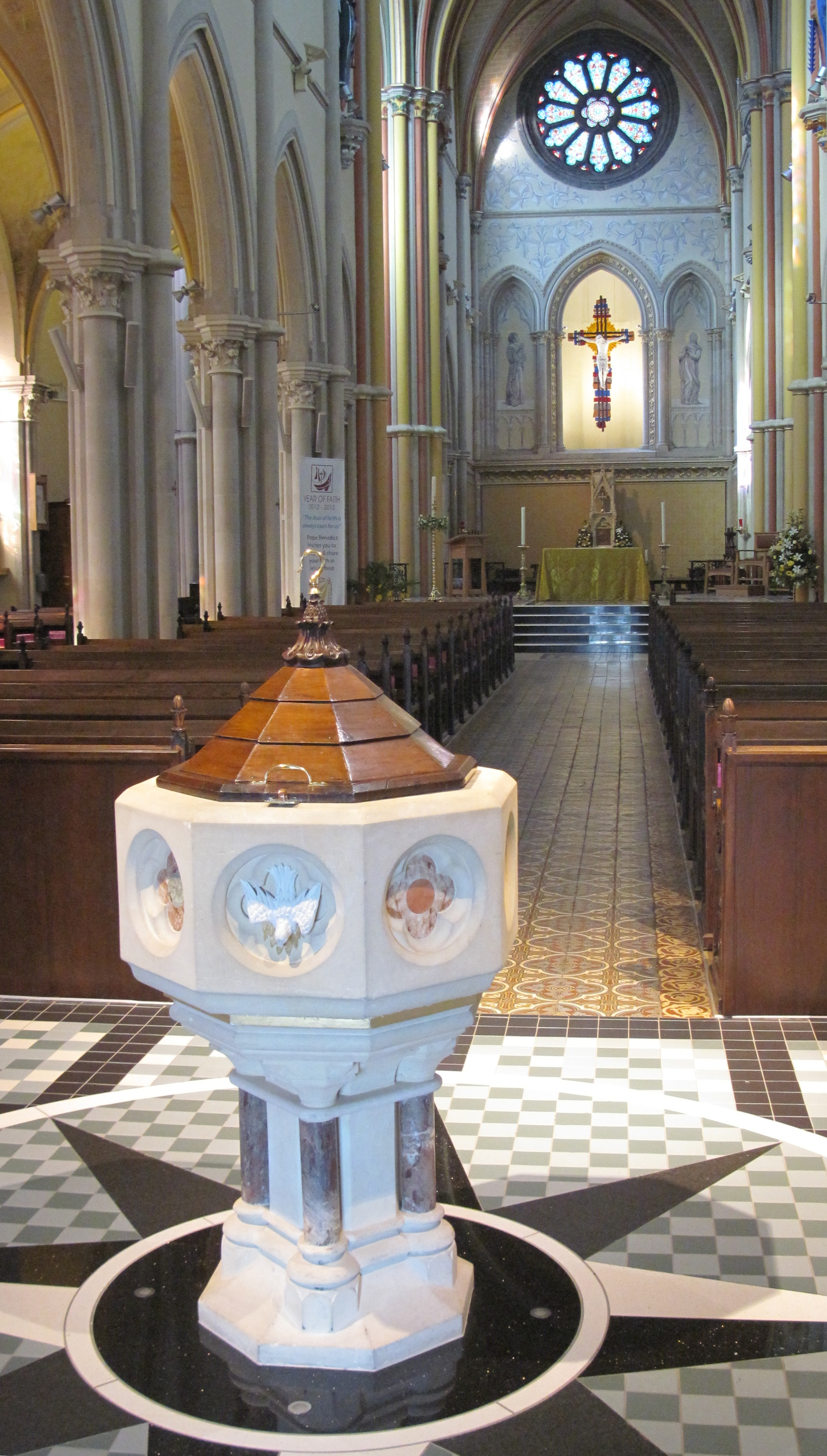
Le baptistère
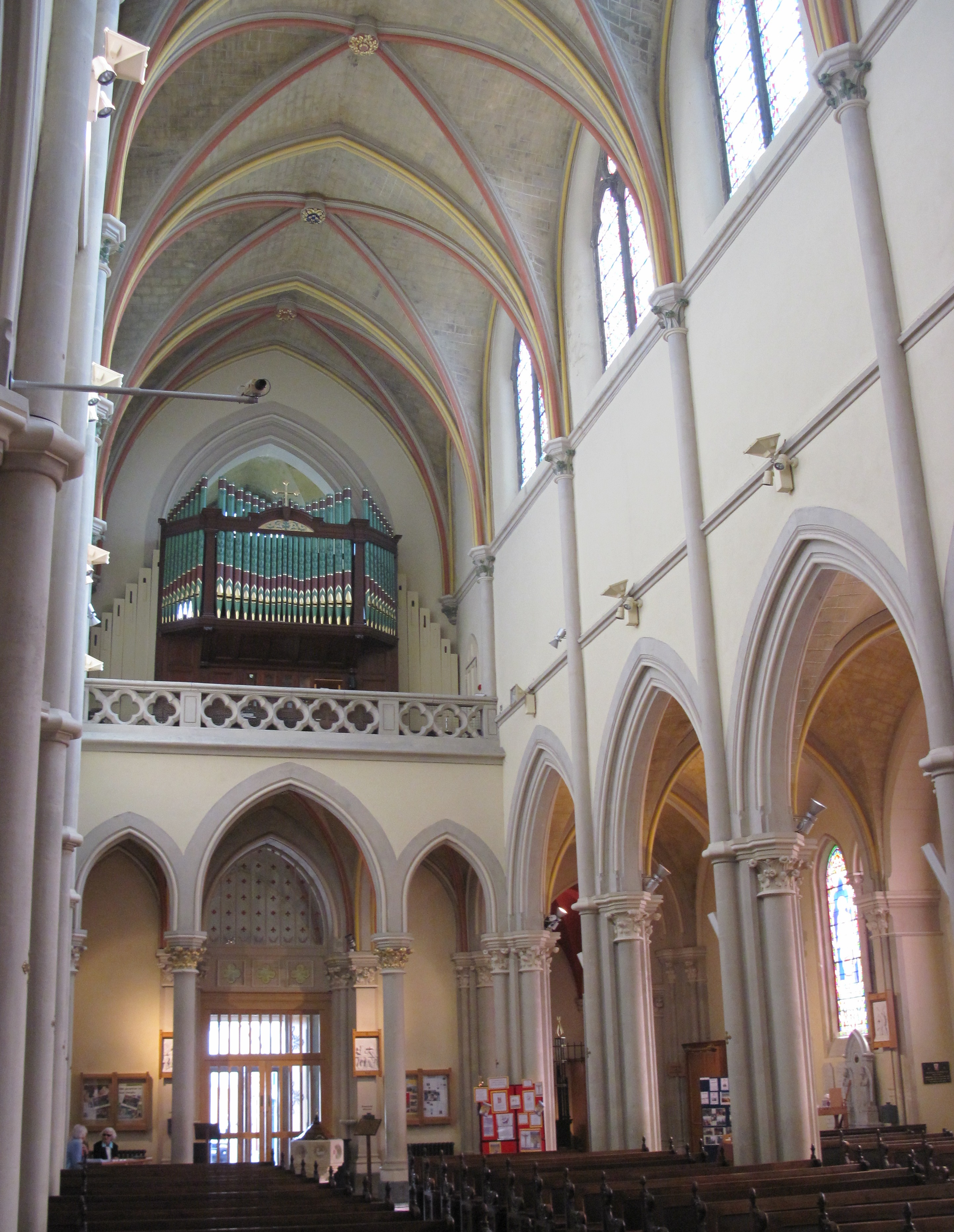
La nef
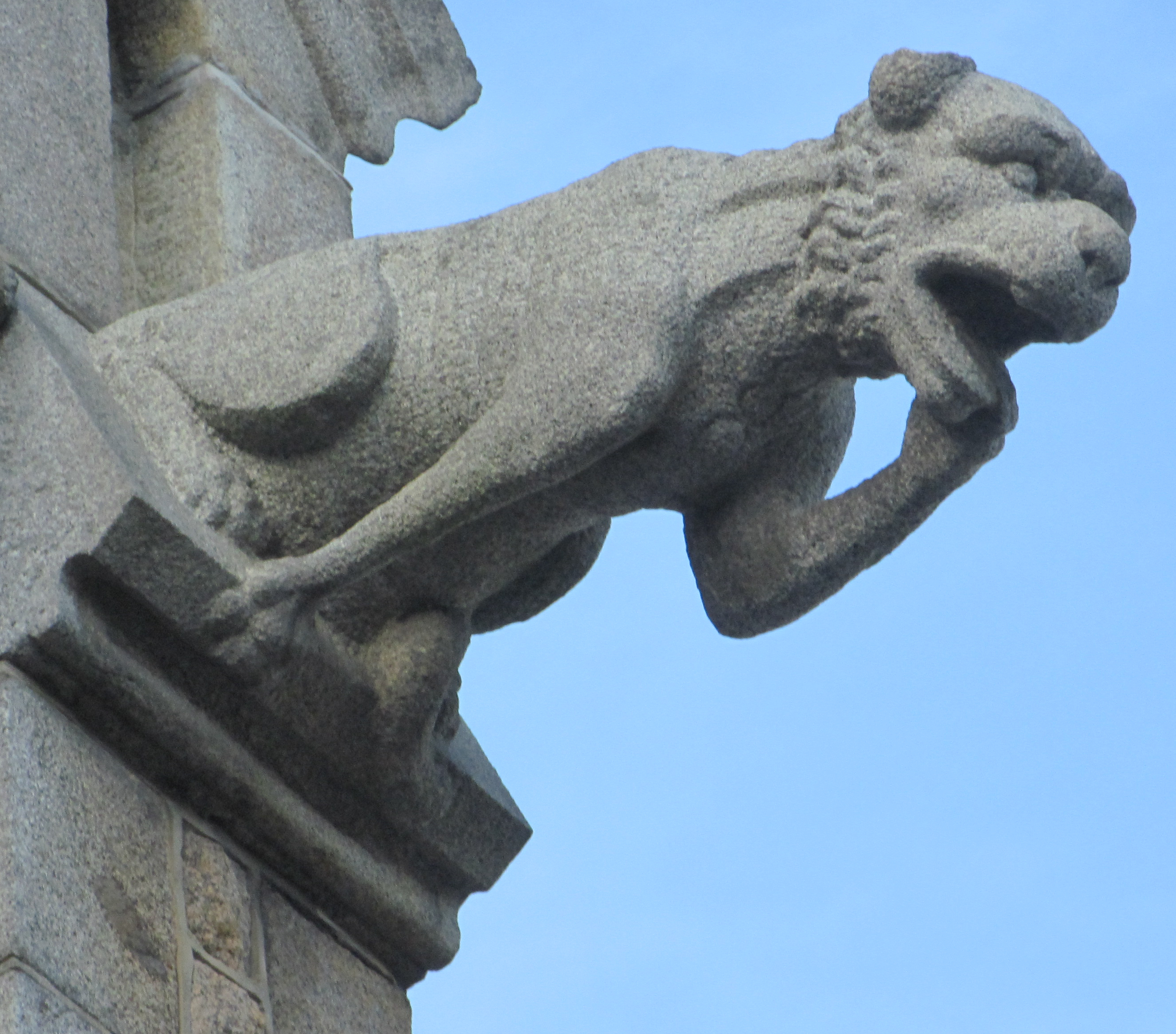
Gargouille

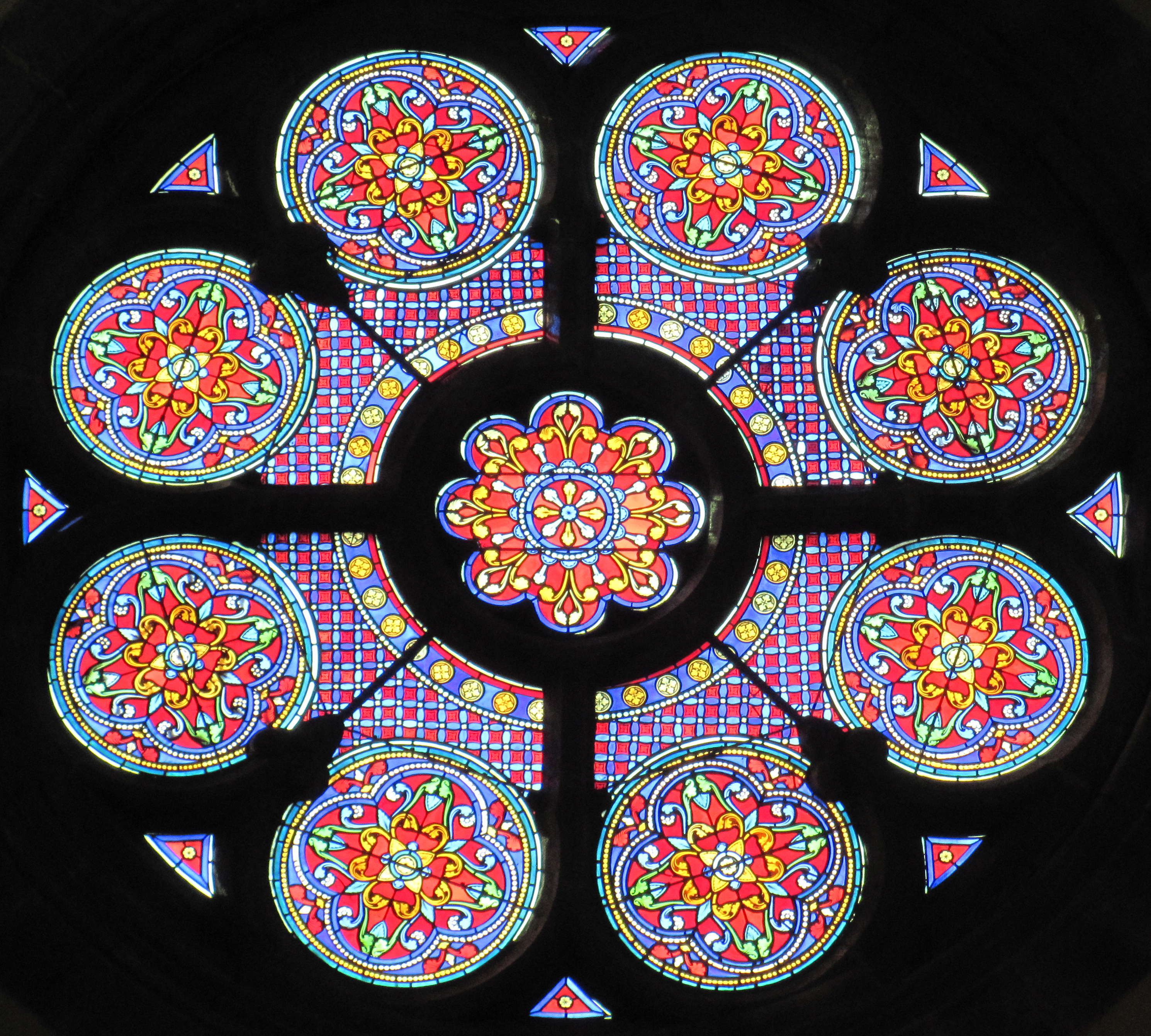
Rosace
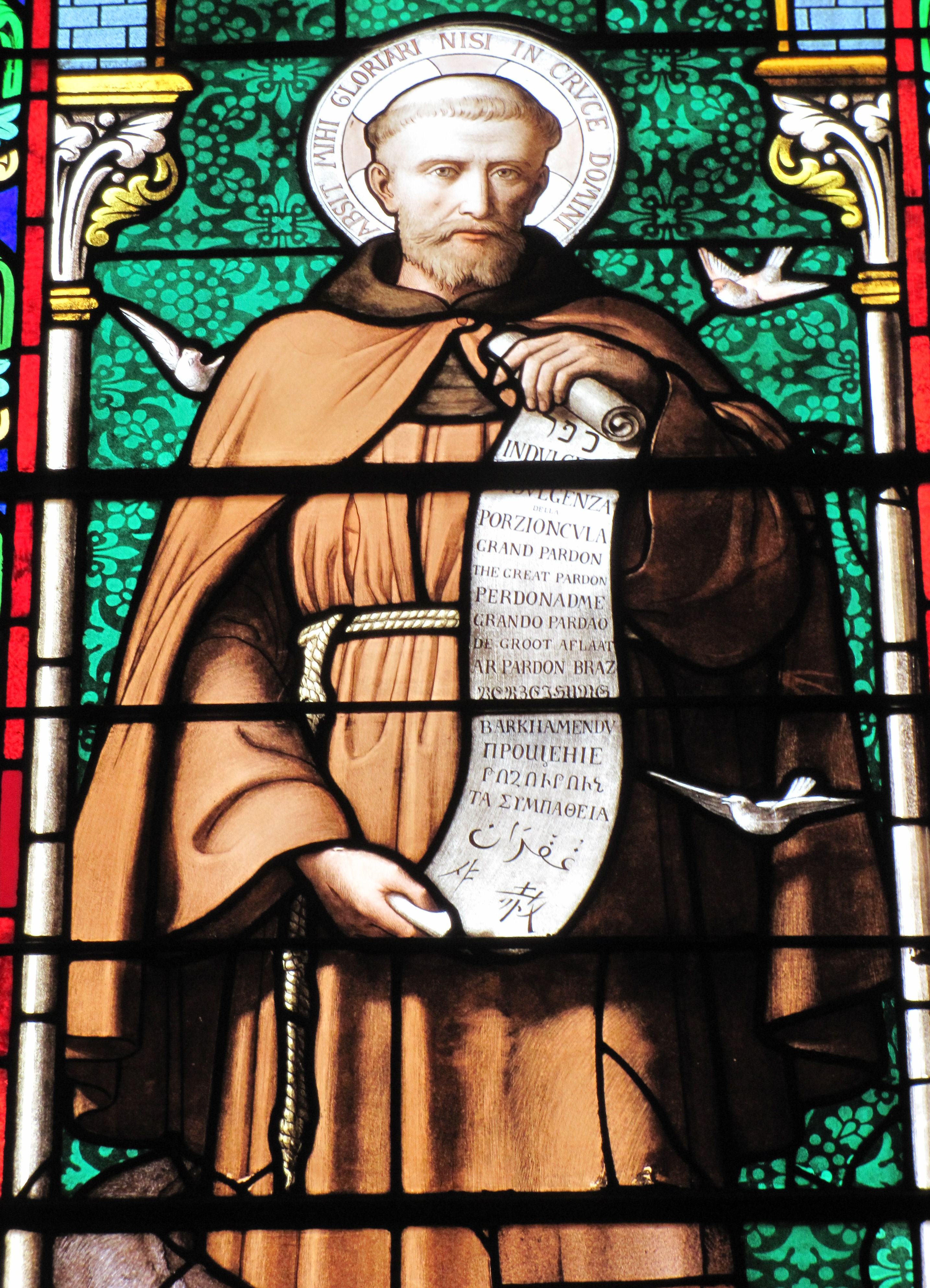
Saint-Thomas et son message en différentes langues
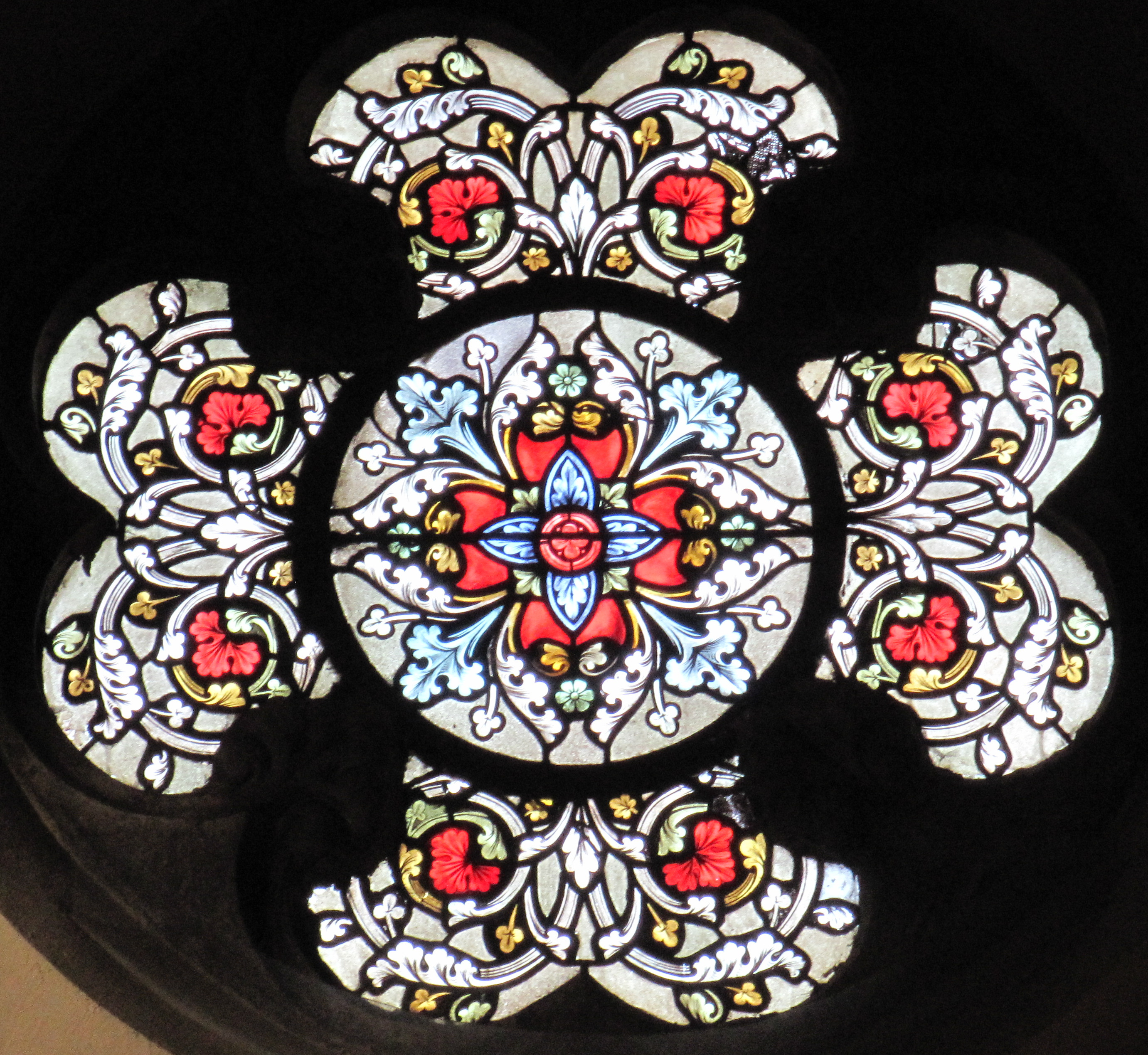
Rosace

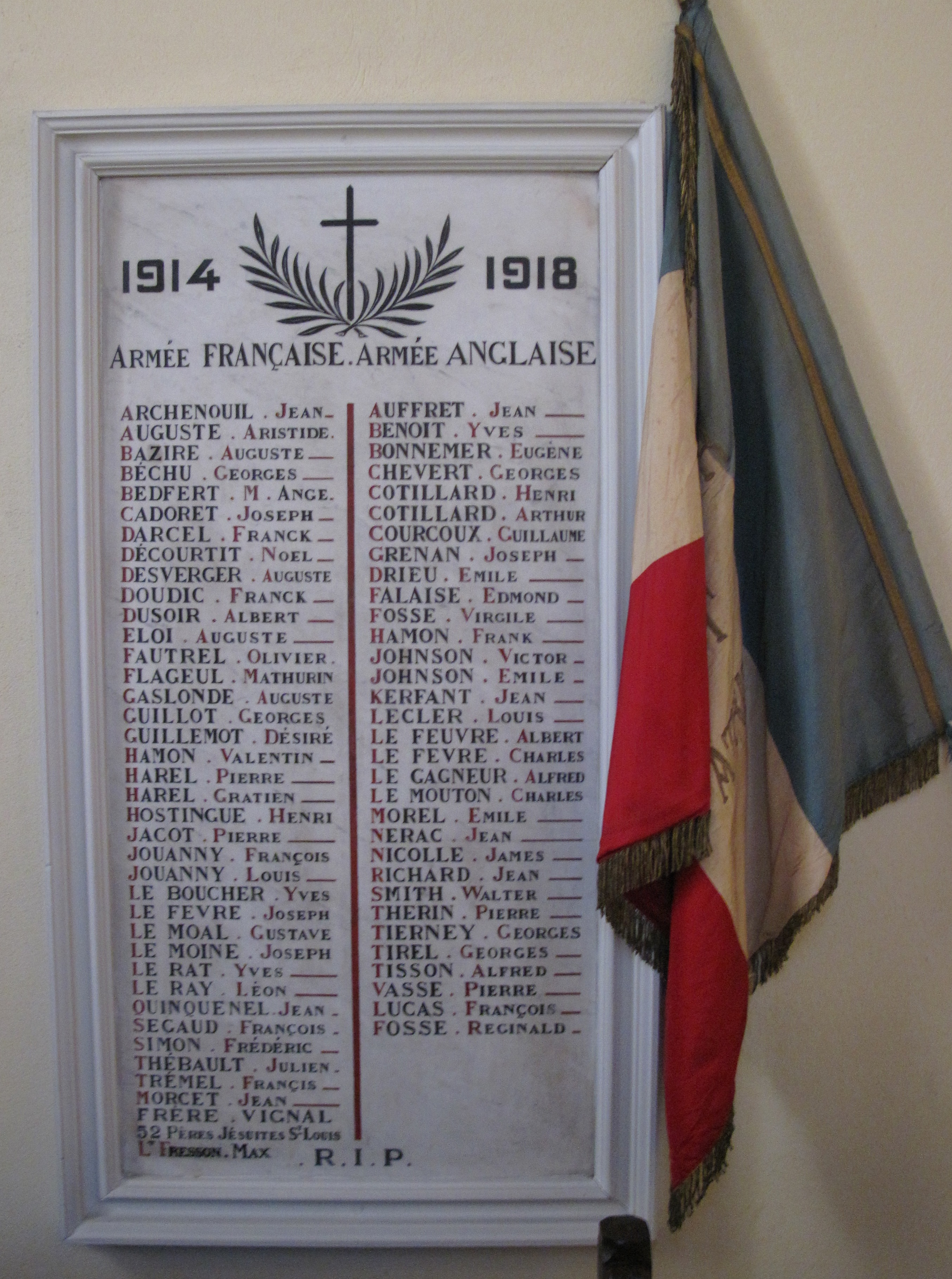
Liste des soldats morts en 1914/1918
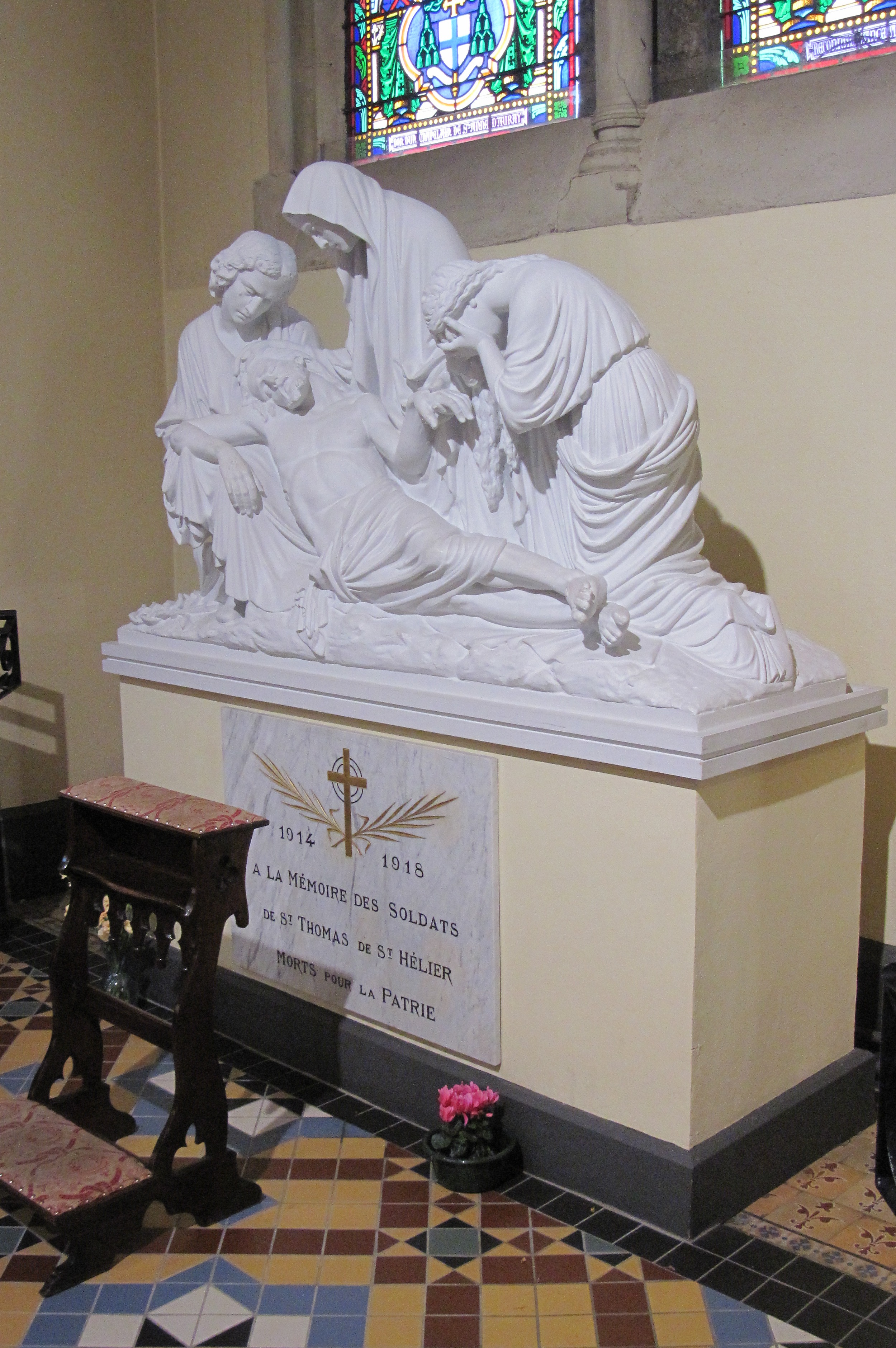
Soldats jersiais mort en 1914/1918